# Arta (perifereiakí enótita)
Arta är en regiondel i Grekland.   Den ligger i regionen Epirus, i den centrala delen av landet, 270 km nordväst om huvudstaden Aten.
Kommuner i regiondelen bildad 2011 som ersättning för perfekturen Nomós Ártas.
- Dimos Artas
- Central Tzoumerka
- Dimos Georgios Karaiskakis
- Dimos Nikolaos Skoufas